# George Outlaw
George Outlaw (* vor 1796 bei Windsor, Bertie County, North Carolina; † 15. August 1825 ebenda) war ein US-amerikanischer Politiker. Im Jahr 1825 vertrat er den Bundesstaat North Carolina im US-Repräsentantenhaus.

## Werdegang
George Outlaw war ein Cousin von David Outlaw (1806–1868), der zwischen 1847 und 1853 für den Staat North Carolina im Kongress saß. Er genoss eine private Schulausbildung, besuchte aber auch die öffentlichen Schulen seiner Heimat. Danach wurde er in der Landwirtschaft und im Handel tätig. Politisch schloss er sich der Demokratisch-Republikanischen Partei an. In den Jahren 1796 und 1797 war er Abgeordneter im Repräsentantenhaus von North Carolina. Zwischen 1802 und 1822 gehörte er dem Staatssenat an; in den Jahren 1812 bis 1814 war er Präsident dieses Gremiums.
Nach dem Rücktritt des Abgeordneten Hutchins Gordon Burton wurde Outlaw bei der fälligen Nachwahl für den zweiten Sitz von North Carolina als dessen Nachfolger in das US-Repräsentantenhaus in Washington, D.C. gewählt, wo er am 19. Januar 1825  sein neues Mandat antrat. Bis zum 3. März 1825 konnte er nur die laufende Legislaturperioden im Kongress beenden. Im Jahr 1824 unterlag er Willis Alston, der ihm sein Stimmverhalten bei der im Kongress entschiedenen Präsidentschaftswahl Anfang 1825 vorwarf. Outlaw hatte für William Harris Crawford gestimmt.
Nach seinem Ausscheidem aus dem US-Repräsentantenhaus widmete sich George Outlaw wieder seinen früheren Tätigkeiten in der Landwirtschaft und im Handel. Er starb am 15. August 1825, nur wenige Monate nach dem Ende seiner Zeit als Kongressabgeordneter in Windsor.